# Amietia wittei
Amietia wittei es una especie  de anfibios de la familia Pyxicephalidae.

## Distribución geográfica
Se encuentra desde el centro de Kenia hasta el norte de Tanzania y zonas adyacentes de la República Democrática del Congo.